# Криваја Војнићка
Криваја Војнићка је насељено место на Кордуну, у саставу општине Војнић, Карловачка жупанија, Република Хрватска.

## Историја
Криваја Војнићка се од распада Југославије до августа 1995. године налазила у Републици Српској Крајини.

## Становништво
Криваја Војнићка је према попису из 2011. године имала 21 становника.

### Број становника по пописима
| Националност   | 2001. | 1991. | 1981. | 1971. | 1961. | 1953. | 1948. | 1931. | 1921. | 1910. | 1900. | 1890. | 1880. | 1869. | 1857. |
| бр. становника | 36    | 57    | 68    | 73    | 115   | 129   | 115   | 173   | 176   | 176   | 197   | 180   | 152   | 185   | 150   |

- напомене:

До 1900. исказивано под именом Криваја, а од 1910. до 1991. под именом Криваја Војничка.

### Национални састав
| Националност       | 2001.       | 1991.       | 1981.     | 1971.     | 1961.        |
| Срби               | 35 (97,22%) | 56 (98,24%) | 68 (100%) | 73 (100%) | 112 (97,39%) |
| Хрвати             | 0           | 0           | 0         | 0         | 3 (2,60%)    |
| Југословени        | 0           | 0           | 0         | 0         | 0            |
| остали и непознато | 1 (2,77%)   | 1 (1,75%)   | 0         | 0         | 0            |
| Укупно             | 36          | 57          | 68        | 73        | 115          |